# 2-ossopropil-CoM reduttasi (carbossilante)
La 2-ossopropil-CoM reduttasi (carbossilante) è un enzima appartenente alla classe delle ossidoreduttasi, che catalizza la seguente reazione:
2-mercaptoetansulfonato + acetoacetato + NADP+ ⇄ 2-(2-ossopropiltio)etansulfonato + CO2 + NADPH
L'enzima agisce anche su tioeteri aventi una catena lunga dal lato osso. L'enzima è il secondo componente di un sistema enzimatico composto anche dalla 2-idrossipropil-CoM liasi (numero EC 4.4.1.23), dalla 2-(R)-idrossipropil-CoM deidrogenasi (numero EC 1.1.1.268) e dalla 2-(S)-idrossipropil-CoM deidrogenasi (numero EC 1.1.1.269), coinvolto nella carbossilazione degli epossialcani nella linea Py2 di Xanthobacter.